# Gerard II (hrabia Geldrii)
Gerard II nazywany Długim (zm. w 1131 r.) – hrabia Geldrii i Zutphen.

## Życiorys
Gerard był jedynym synem hrabiego Geldrii i Wassenbergu Gerarda I. Jego matką była druga żona ojca, Klemencja (Ermengarda), córka księcia Akwitanii Wilhelma VII. Odziedziczył po ojcu hrabstwo Geldrii (w 1129 r.), a dzięki małżeństwu z Ermengardą, córką i dziedziczką hrabiego Zutphen Ottona (i zarazem prawdopodobnie siostrzenicą cesarza Lotara z Supplinburga) uzyskał hrabstwo Zutphen, odtąd połączone z Geldrią. Zjednoczenie tych dwóch hrabstw było jednym z najpoważniejszych kroków do wzrostu znaczenia hrabiów Geldrii.
Gerard i Ermengarda mieli prawdopodobnie troje dzieci:
- Henryka I, następcę ojca jako hrabiego Geldrii i Zutphen,
- Adelajdę, żonę Ekberta z Tecklenburga,
- Salomeę, żona Henryka z Oldenburga-Wildeshausen.

Po śmierci Gerarda Ermengarda wyszła ponownie za mąż, za hrabiego Luksemburga Konrada II.
Gerard został pochowany w kościele w Wassenbergu.